# امبو دا زارچز
امبو دا زارچز (به پرتغالی: Embu das Artes) یک شهر، شهرداری‌های برزیل و شهر ، شهرداری و در برزیل است که در ایالت سائو پائولو واقع شده‌است. امبو دا زارچز ۷۰٫۴۰ کیلومتر مربع مساحت و ۲۶۱٬۷۸۱ نفر جمعیت دارد و ۷۷۵ متر بالاتر از سطح دریا واقع شده‌است.

## خواهرخوانده
شهر هینو، شیگا خواهرخواندهٔ امبو دا زارچز هست.